# Automobiles Colin
Automobiles Colin war ein französischer Hersteller von Automobilen.

## Unternehmensgeschichte
Das Unternehmen aus Gennevilliers begann 1932 mit der Produktion von Automobilen. Der Markenname lautete Colin. 1934 endete die Produktion.

## Fahrzeuge
Das Unternehmen stellte überwiegend kleine Rennwagen her. Für den Antrieb sorgten Motoren mit 350 cm³ und 500 cm³ Hubraum. Das erste Straßenmodell war mit einem Zweizylindermotor mit 500 cm³ Hubraum und einem Vierganggetriebe ausgestattet. Es gab offene und geschlossene Karosserien. Im September 1934 wurde ein größeres Modell mit einem Vierzylindermotor von Ruby mit 1097 cm³ Hubraum angekündigt, das aber nicht mehr in Serienproduktion ging.